# ويلز آدامز
ويلز آدامز (بالإنجليزية: Wales Adams)‏ هو سياسي أمريكي، ولد في 2 مارس 1804، وتوفي في 2 نوفمبر 1879. انتخب عضو مجلس نواب ميشيغان ‏.